# Katolska kyrkan och homosexualitet
Katolska kyrkans syn på homosexualitet har ofta varit starkt negativ. Kyrkan fördömer samkönade sexuella aktiviteter och anser att samkönade äktenskap inte är giltiga. Samtidigt som kyrkan inte accepterar "orättvis" diskriminering av homosexuella personer, stöder den vad den anser vara "rättvis" diskriminering inom anställning av lärare eller idrottstränare, vid adoption, i militären och i bostäder. Den katolska kyrkans katekes, som fastställdes av påven Johannes Paulus II, anser att sexuell aktivitet mellan medlemmar av samma kön utgör en allvarlig synd mot kyskhet och ser homosexuell attraktion som objektivt oordnad. Samtidigt betonar katekesen att homosexuella "måste accepteras med respekt, medkänsla och lyhördhet". Denna undervisning har utvecklats genom påvliga ingripanden och påverkats av teologer, inklusive kyrkofäderna.
Troskongregationen, i ett dokument godkänt av påven Franciskus, framhöll att kyrkan inte kan välsigna samkönade relationer eftersom "Gud inte kan välsigna synd". Samtidigt påpekades att den icke-sexuella aspekten av de personliga relationerna mellan sådana människor kan ha "positiva inslag".
Kyrkan erbjuder själavård för HBTQ-katoliker genom olika officiella och inofficiella kanaler som varierar från stift till stift. Högsta kyrkoledare och påvar har nyligen börjat uppmana kyrkan att göra mer. I många delar av världen är kyrkan aktiv politiskt när det gäller frågor om HBTQ-rättigheter. Relationen mellan den katolska kyrkan och HBTQ-samhället har varit svår, särskilt under höjden av aidskrisen och Nazityskland under andra världskriget.
Det har funnits framstående katoliker som varit homosexuella eller bisexuella, inklusive präster och biskopar. Katolska dissidenter från den officiella läran hävdar att kärlek mellan personer av samma kön är lika andligt värdefull som kärlek mellan personer av olika kön och att HBTQ-katoliker är lika mycket en del av Kristi kropp som heterosexuella är. Katolska organisationer som stöder läran driver ofta kampanjer mot HBTQ-rättigheter och argumenterar för att homosexuella människor bör leva i celibat.
Påve Franciskus var den förste påven att stödja samkönade partnerskap; efter en reaktion från vissa inom kyrkan förtydligade han senare att han avsåg lagar för att skydda vissa rättigheter, såsom besöksrätt på sjukhus och arv. I februari 2023 sa påven Franciskus att kriminalisering av samkönade handlingar i flera länder i Afrika/Asien är fel, en synd och en orättvisa, även om den katolska hierarkin traditionellt stödde lagar mot sodomi. Den 25 september 2023 indikerade påven Franciskus att det kanske är möjligt att genomföra "former av välsignelser, begärda av en eller flera personer, som inte förmedlar en felaktig uppfattning om äktenskapet". Den 18 december 2023 godkände påven Franciskus en doktrinär förklaring som tillät präster att utföra "icke-liturgiska välsignelser av samkönade par".

## Läran inom kyrkan
Enligt Kompendiet av Katolska kyrkans katekes anses "homosexuella handlingar" vara "allvarliga synder mot kyskhet" och "uttryck för lustens last." Homosexuella handlingar räknas bland de allvarliga synderna mot kyskheten i Katolska kyrkans katekes.
Enligt katekesen betraktas "homosexuella handlingar" som "handlingar av allvarlig depravitet" som är "i sig själv oordnade." Den fortsätter, "De strider mot den naturliga lagen. De stänger av den sexuella handlingen från livets gåva. De uppstår inte från en genuin känslomässig och sexuell komplementaritet. Under inga omständigheter kan de godkännas." När det gäller homosexualitet som en orientering beskrivs den i katekesen som "objektivt oordnad."
Den katolska kyrkan lär att eftersom en person inte väljer att vara varken homosexuell eller heterosexuell är det inte i sig syndigt att vara homosexuell. Enligt den katolska sexualteologin måste alla sexuella handlingar vara öppna för förökning enligt naturen och uttrycka symbolismen av manlig-kvinnlig komplementaritet. Sexuella handlingar mellan två personer av samma kön kan inte uppfylla dessa normer. Homosexualitet utgör således en tendens till denna synd. Kyrkan lär att homosexuella människor uppmanas att praktisera kyskhet.
Kyrkan lär också att homosexuella människor "måste accepteras med respekt, medkänsla och lyhördhet" och att "varje tecken på orättvis diskriminering mot dem bör undvikas", samtidigt som den anser att diskriminering i äktenskapet, anställning, bostad och adoption under vissa omständigheter kan vara rättfärdig och "nödvändig".
Kyrkan pekar på flera bibelställen som grund för sina läror, inklusive 1 Mosebok 19:1-11, 3 Mosebok 18:22 och 20:13, 1 Korinthierbrevet 6:9, Romarbrevet 1:18-32 och 1 Timotheosbrevet 1:10. I december 2019 publicerade den Påvliga Bibelkommissionen en bok som inkluderade en exegetik över dessa och andra passager.
Forskning inom samhällsvetenskap och religionsstudier indikerar att katolska kyrkans läror om sexualitet utgör "en betydande källa till konflikt och påfrestning" för HBTQ-katoliker.

## Samkönade äktenskap
Kyrkan motsätter sig samkönade äktenskap och är aktiv i politiska kampanjer mot det. Den motsätter sig också samkönade registrerade partnerskap och välsignar dem inte, även om vissa präster och biskopar har erbjudit välsignelser för samkönade par eller uttalat sig för att präster bör kunna välsigna dem.
Påve Franciskus har visat medkänsla gentemot personer med samkönad läggning och sagt att "Om ett homosexuellt par vill leva tillsammans har staten möjlighet att ge dem trygghet, stabilitet, arv, och inte bara till homosexuella utan till alla människor som vill leva tillsammans. Men äktenskapet är ett sakrament, mellan en man och en kvinna". Även om den katolska kyrkan tydligt förnekar sin välsignelse för äktenskaplig förening mellan två personer av samma kön, går Katekesen för den katolska kyrkan in i detalj när den beskriver legitimiteten hos personer som identifierar sig som homosexuella som älskade Guds barn.
I sitt svar den 25 september 2023 på de konservativa kardinalernas skrivna dubia inför världssynoden för biskoparna signalerade påve Franciskus kyrkans öppenhet för välsignelser för samkönade par, så länge de inte förvränger kyrkans syn på äktenskapet som mellan en man och en kvinna. Den 18 december 2023 godkände påve Franciskus icke-liturgiska välsignelser för samkönade par genom förklaringen Fiducia supplicans, publicerad av Heliga stolens troskongregation. Välsignelserna för samkönade par förändrar inte kyrkans lära om äktenskap, de kan inte ingå i en liturgi och får inte indikera godkännande av förhållandet eller vara kopplade till ett civilt äktenskap eller partnerskap.

## Historia
Den kristna traditionen har generellt förbjudit alla sexuella aktiviteter utanför samlag. Detta inkluderar aktiviteter som utförs av par eller individer av antingen samma eller olika kön. Katolska kyrkans inställning specifikt till homosexualitet utvecklades från kyrkofädernas läror, vilket stod i stark kontrast till de grekiska och romerska attityderna till samkönade relationer, inklusive pederasti.
Kanonrätt gällande samkönad sexuell aktivitet har format genom dekret utfärdade av en rad kyrkliga råd. Inledningsvis riktades kanonerna mot att säkerställa prästerlig eller monastisk disciplin och utvidgades först under medeltiden för att inkludera lekmän. I Summa Theologica upprätthöll helige Thomas Aquinas att homosexuell praktik var emot den naturliga lagen. Han argumenterade för att den primära naturliga målsättningen med den sexuella handlingen var reproduktion och eftersom denna reproduktion sker genom en process av sexuell befruktning mellan en man och en kvinna är homosexualitet i strid med själva ändamålet med den handlingen. Han påpekade också att "det onaturliga lasteriet" är den största av lustens synder. Under medeltiden fördömde kyrkan upprepade gånger homosexualitet och samarbetade ofta med världsliga myndigheter för att straffa homosexuella. Bestraffning av sexuell "last" såväl som religiös kätteri sågs som stärkande av kyrkans moraliska auktoritet.

### Den moderna kyrkan

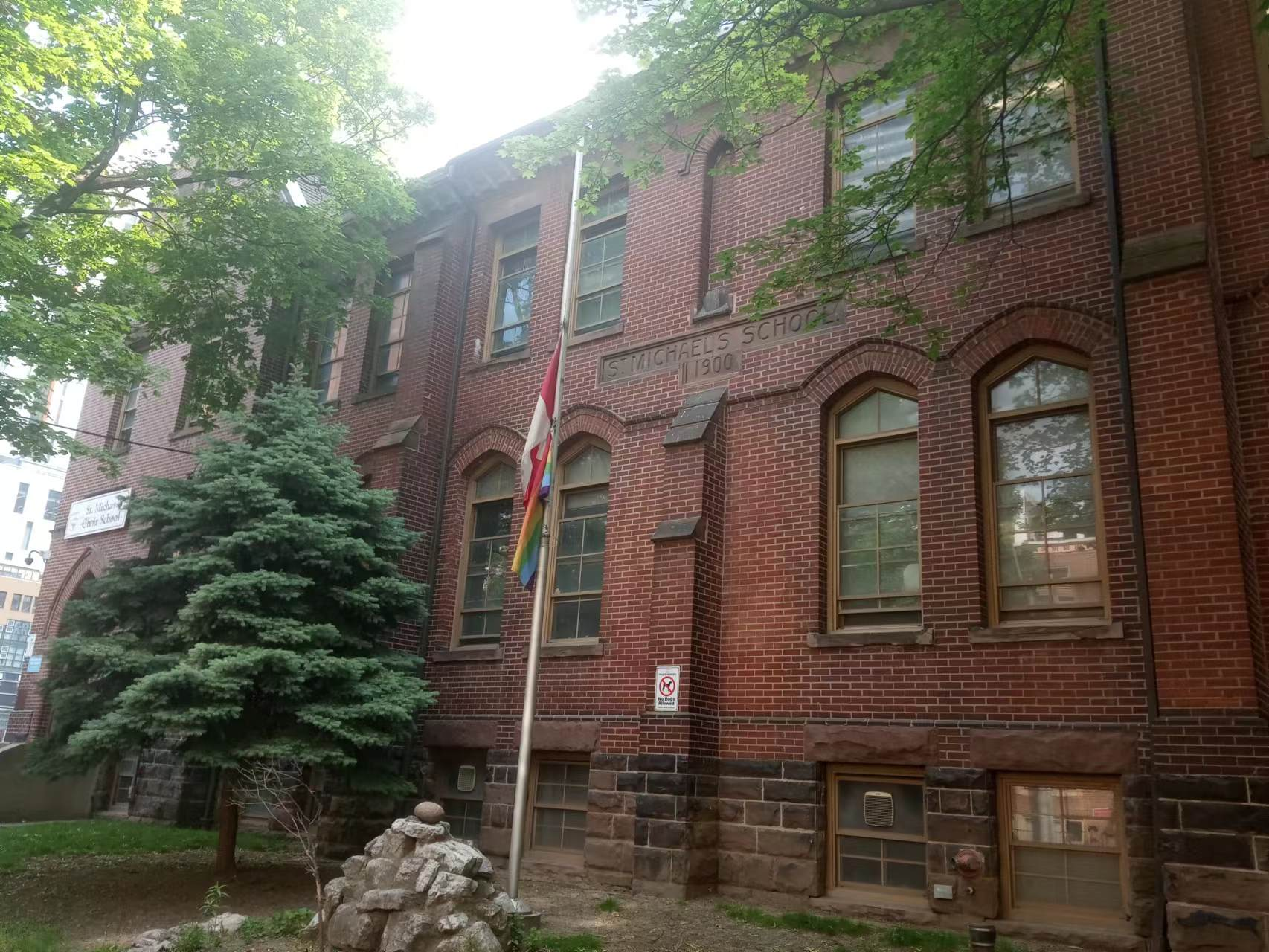
En katolsk skola i Toronto vajar prideflaggan i juni

Under senare delen av 1900-talet har kyrkan svarat på HBTQ+-rörelsen genom att upprepa sin fördömelse av homosexualitet samtidigt som man erkänner existensen av homosexuella personer. I januari 1976 publicerade Kongregationen för trons lära under påve Paulus VI dokumentet Persona Humana, som kodifierade undervisningen mot allt utomäktenskapligt sex, inklusive homosexuellt sex. Dokumentet påpekade att acceptans av homosexuell aktivitet går emot kyrkans lära och moral. Det gjorde en åtskillnad mellan personer som var homosexuella på grund av "en felaktig utbildning," "ett dåligt exempel" eller andra orsaker som beskrevs som "inte obotliga," och en "patologisk" tillstånd som var "obotlig." Det kritiserade dock de som hävdade att medfödd homosexualitet motiverade samkönad sexuell aktivitet inom kärleksfulla relationer och påstod att Bibeln fördömde homosexuell aktivitet som pervers, "inneboende störd," aldrig att godkännas och en följd av att avvisa Gud.
Tidigare hade den kontroversiellt liberala nederländska katekesen från 1966, som var den första katolska katekesen efter Andra Vatikankonciliet och som hade beställts av de nederländska biskoparna, uttalat att "Skärfva stränga fördömanden av homosexualitet i Skriften (1 Mos. 1; Rom. 1) måste läsas i sitt sammanhang" som fördömande av en trend för homosexualitet bland icke-homosexuella personer, vilket antydde att personer som var homosexuella inte fördömdes för homosexuell aktivitet.
I oktober 1986 släppte Kongregationen för trosläran ett brev riktat till alla biskopar inom den katolska kyrkan med titeln Om själavård av homosexuella personer. Detta var underskrivet av kardinal Joseph Ratzinger som prefekt. Brevet gav anvisningar om hur prästerskapet skulle hantera och svara på lesbiska, homosexuella och bisexuella personer. Utformat för att avlägsna eventuell tvetydighet om tillåtlig tolerans av homosexuell läggning som uppstått från det tidigare Persona Humana – och framkallat av den växande påverkan av grupper och präster som accepterade homosexualitet – riktade sig brevet särskilt mot kyrkan i USA. Det bekräftade ståndpunkten att medan homosexuell läggning i sig inte är en synd är det ändå en tendens mot den "moraliska ondskan" hos homosexuell aktivitet och måste därför betraktas som en "objektiv störning" , vilken dessutom är "i grunden självindulgent" eftersom homosexuella handlingar inte är reproduktiva och därmed inte äkta kärleksfulla eller själviska.
Brevet påpekade även att acceptera homosexuella handlingar som moraliskt jämförbara med äktenskapliga heterosexuella handlingar var skadligt för familjen och samhället. Biskoparna varnades för att vara vaksamma mot och inte stödja katolska organisationer som inte följde kyrkans doktrin om homosexualitet – grupper som brevet hävdade inte var verkligt katolska. Detta alluderade till LGBT och LGBT-accepterande katolska grupper som DignityUSA och New Ways Ministry  och resulterade slutligen i att Dignity uteslöts från kyrkans egendom. Brevet fördömde fysisk och verbal våld mot homosexuella människor men underströk att detta inte förändrade dess motstånd mot homosexualitet eller homosexuellas rättigheter. Dess påståenden att acceptans och legalisering av homosexuellt beteende leder till våld ("varken kyrkan eller samhället i stort borde vara förvånade" när hatbrott mot homosexuella ökar efter lagstiftning om homosexuellas rättigheter) betraktades som kontroversiellt genom att skuldbelägga homosexuella människor för homofobiskt våld och uppmuntra till homofobiskt våld. Med hänvisning till AIDS-epidemin skyllde brevet, enligt McNeill, AIDS på aktivister för homosexuellas rättigheter och professionella inom psykisk vård som accepterade homosexualitet: "Även när praktiken av homosexualitet kan allvarligt hota liv och välbefinnande för ett stort antal människor, är dess förespråkare orubbliga och vägrar att överväga omfattningen av de involverade riskerna".
I ett uttalande som släpptes i juli 1992, "Vissa överväganden angående den katolska responsen på lagförslag om icke-diskriminering av homosexuella personer," upprepade Troskongregationen sin ståndpunkt från "Om själavård av homosexuella personer" och påpekade vidare att diskriminering mot homosexuella människor inom vissa områden, såsom urval av adoptiv- eller familjehemföräldrar eller anställning av lärare, tränare eller militära tjänstemän, inte är orättfärdig och därmed kan tillåtas under vissa omständigheter.
I november 2023 svarade påve Franciskus på dubia där han ombeddes att klargöra den katolska kyrkans ståndpunkt angående HBT-katoliker som vill vara vittnen vid ett äktenskap eller vara gudförälder. I sitt svar klargjorde Franciskus att det inte finns någon officiell kyrklig lära som förbjuder en troende HBT-katolik att vara vittne vid ett bröllop. Franciskus påpekade också att under prästens omdöme kan en sammanboende "homoaffektiv" katolik vara gudförälder, förstått att om den personen inte bara "sammanbor" utan notoriskt gör det "more uxorio" (det vill säga i ett sexuellt förhållande) skulle situationen vara "annorlunda". Svaren var underskrivna av både påve Franciskus och kardinal Fernández, prefekt för Troskongregationen. Dock har Vatikanen uttalat att dokumentet "bara klargjorde kyrkans lära och utgjorde inte ny policy eller en förändring i den".

## Själavård för homosexuella katoliker
Från och med 1970-talet undervisade United States Conference of Catholic Bishops att homosexuella människor "borde ha en aktiv roll i den kristna gemenskapen" och uppmanade "alla kristna och medborgare av god vilja att konfrontera sina egna rädslor för homosexualitet och att minska humorn och diskrimineringen som kränker homosexuella personer. Vi förstår att en homosexuell läggning medför tillräckligt med ångest, smärta och frågor relaterade till självacceptans utan att samhället tillför ytterligare fördomsfull behandling." År 1997 publicerade de ett brev med titeln Alltid Våra Barn, som var ett pastoralt meddelande till föräldrar till homosexuella och bisexuella barn med riktlinjer för pastorala tjänstemän. Med att upprepa kyrkans motstånd mot homosexualitet uppmanade det föräldrar att inte bryta kontakten med en homosexuell eller bisexuell son eller dotter; de borde istället söka lämplig rådgivning både för barnet och för sig själva.  De sa att homosexuella katoliker, om de lever kyskt, bör få delta aktivt i den kristna gemenskapen och inneha ledarpositioner.  Det noterade också "en viktig och brådskande" insats för att tjäna dem med AIDS, särskilt med tanke på dess påverkan på HBTQ+-gemenskapen.
Biskopar runt om i världen har hållit stiftsbaserade evenemang med målet att nå ut till homosexuella katoliker och vårda om dem, och fler har talat offentligt om behovet av att älska och välkomna dem i kyrkan. Påven Johannes Paulus II bad "biskoparna att stödja utvecklingen av lämpliga former av själavård för homosexuella personer med de medel de har till sitt förfogande.” Flera församlingar av Biskopsynoden har slagit an liknande teman och samtidigt hävdat att samkönad sexuell aktivitet är syndig och att samkönade äktenskap inte kan tillåtas. År 2018, i en handling som ansågs vara ett tecken på respekt för gemenskapen, använde Vatikanen för första gången förkortningen HBTQ i ett officiellt dokument. Påven Franciskus har också talat om behovet av själavård för homosexuella katoliker och tillagt att Gud skapade HBTQ+-personer på det sättet.
Familjesynoden 2014 och familjesynoden 2015 ägnade sig delvis åt "att acceptera och uppskatta deras [homosexuella katolikers] sexuella läggning" och deras plats i katolska gemenskaper, "utan att kompromissa med katolsk doktrin om familjen och äktenskapet." Rapporterna från synoderna noterades för sitt ovanligt milda språk gentemot homosexuella människor, såsom frånvaron av fraser som "i sig själv oordnad." De betonade också kyrkans motstånd mot samkönade äktenskap och föreslog att närma sig homosexuella personer.
Från och med 1960-talet har ett antal organisationer bildats för att vårda HBTQ-personer. Organisationer som Outreach Catholic, DignityUSA och New Ways Ministry, som verkar för rättigheterna för HBT-katoliker och avviker från kyrkans lära, samt Courage International, som uppmanar katoliker med samkönad attraktion att leva kyskt och acceptera kyrkans lära, etablerades i USA som svar på ökad efterfrågan inom kyrkan för större erkännande av homosexuella män och lesbiska kvinnor. Courage har också en tjänst inriktad på släktingar och vänner till homosexuella som kallas Encourage. Courage är en erkänd apostolat i kyrkan, medan DignityUSA och New Ways Ministry har blivit kritiserade av hierarkin inom den amerikanska katolska kyrkan.

## Avvikelse från kyrkans lära
Det har förekommit praktiska och ministeriella oenigheter inom prästerskapet, hierarkin och lekmannaskaran inom den katolska kyrkan angående kyrkans ståndpunkt kring homosexualitet. Vissa katoliker och katolska grupper har strävat efter att anta en syn de anser vara mer inkluderande. Dissidenter hävdar att förbudet mot utomäktenskapligt sex betonar den fysiska dimensionen av handlingen på bekostnad av högre moraliska, personliga och andliga mål, samt att praxisen med totalt, livslångt sexuellt förnekande riskerar personlig isolering. Andra argument inkluderar att undervisningen strider mot "sanningen om Guds villkorslösa kärlek för alla människor" och driver "unga människor bort från kyrkan". Motståndare hävdar att det är att föredra att tro att detta element av kyrkans lära är felaktigt. Lekmännens åsikt tenderar att vara mer stödjande för samkönade äktenskap än hierarkin.
Över 70 personer har blivit avskedade från anställningar vid katolska skolor eller universitet på grund av deras äktenskap med partners av samma kön, eller, i ett fall, stöd för kampanjer som främjar LGBT-rättigheter. När en jesuitisk skola vägrade att avskeda en lärare efter att han offentligt ingått ett samkönat äktenskap, betraktade den lokala biskopen skolan som inte längre katolsk; skolan har överklagat hans beslut. Från och med 2019 har Heliga stolen temporärt upphävt biskopens dekret.
I samband med kyrkopolitik inom områdena sexuell hälsa, AIDS och hbtq-rättigheter har vissa hbtq-aktivister protesterat både inne och utanför katolska kyrkor, ibland under gudstjänster. Detta har inträffat vid National Shrine i Washington, under prästvigning i Holy Cross Cathedral i Boston, och under mässan i St. Patrick's Cathedral i New York, där de skändade eukaristin. Andra har kastat färg på kyrkor och överöst en ärkebiskop med vatten. 1998 avled Alfredo Ormando efter att ha satt eld på sig själv utanför Peterskyrkan i protest mot kyrkans ståndpunkt kring homosexualitet.
Den 9 september 2022 stödde över 80% av de tyska biskoparna vid Synodal Path ett dokument som uppmanade till en "omvärdering av homosexualitet" och för att göra ändringar i katekesen. Den 11 mars 2023 tillät Synodal Path, med stöd av över 80% av de tyska romersk-katolska biskoparna, välsignelseceremonier för samkönade par i samtliga 27 tyska romersk-katolska stift.

## Katolska organisationer
Colombusriddarna, en katolsk broderskapsorganisation, har bidragit med över 14 miljoner dollar, en av de största summorna i USA, till politiska kampanjer mot samkönade äktenskap. Den katolska läkarföreningen i Nordamerika har uttalat att vetenskapen "motverkar myten att samkönad attraktion är genetiskt förutbestämd och oföränderlig, och erbjuder hopp om förebyggande och behandling." Kyrkan lär dock att sexuell läggning inte är ett val. Bill Donohue, president för den katolska ligan, har kritiserats för att beskriva krisen med övergrepp mot barn inom kyrkan som ett "homosexuellt" problem snarare än ett "pedofilt" problem. Donohue grundade sitt påstående på det faktum att de flesta incidenterna involverade sexuell kontakt mellan män och pojkar snarare än mellan män och flickor.
Outreach Catholic är en katolsk mediasajt med anknytning till jesuitorden och ägnad åt HBTQ-rättigheter. Sajten grundades av fader James Martin SJ under anknytning till America Magazine, en jesuitisk nyhetssajt. Gruppen arrangerar en årlig konferens för att föra samman HBTQ-katoliker och allierade i förhoppningen om att ytterligare främja dialogen mellan kyrkan och HBTQ-troende. Själva sajten erbjuder en mängd olika resurser, nyheter och projekt.

## Homosexualitet i förhållande till prästerskapet
Homosexuella präster och homosexuell aktivitet bland präster är inte enbart moderna fenomen utan sträcker sig tillbaka i århundraden. Donald Cozzens uppskattade andelen homosexuella präster år 2000 till att vara 23–58%, vilket antyder att det finns fler homosexuella män (aktiva och icke-aktiva) inom den katolska prästerskapet än i samhället som helhet.
Anvisningar från Vatikanen om att godkänna homosexuella män till prästämbetet har varierat över tiden. På 1960-talet tilläts kyska homosexuella män, men år 2005 infördes en ny direktiv som förbjöd homosexuella män "samtidigt som man djupt respekterar de berörda personerna".
Även om homosexualitet var i strid med den katolska läran under medeltiden, var officiella påföljder för homosexuellt beteende inom prästerskapet, både från kyrkan och världsliga myndigheter, sällan kodifierade eller verkställda. Historikern John Boswell noterade att flera biskopar under medeltiden ansågs ha haft homosexuella relationer enligt deras samtida, och han påpekade en potentiellt romantisk eller sexuell ton i korrespondensen hos andra med "passionerade" manliga vänner. Vissa andra historiker är oeniga och hävdar att denna korrespondens representerar vänskap. Även om homosexuella handlingar konsekvent har fördömts av den katolska kyrkan, har det uppdagats eller påståtts att vissa högt uppsatta medlemmar inom prästerskapet haft homosexuella relationer, inklusive Rembert Weakland, Juan Carlos Maccarone, Francisco Domingo Barbosa Da Silveira och Keith O'Brien.

## Politisk aktivitet
Kyrkan har historiskt sett varit politiskt aktiv på lokal, nationell och internationell nivå angående frågor om HBTQ-rättigheter, vanligtvis för att motarbeta dem i enlighet med den katolska moralteologin och den katolska socialläran.
I olika länder har medlemmar av den katolska kyrkan vid olika tillfällen ingripit för att både stödja insatser för avkriminalisering av homosexualitet och säkerställa att det förblir en förseelse enligt straffrätten. Den katolska kyrkan har beskrivits som sändande "blandade signaler" när det gäller diskriminering baserad på sexuell läggning: en undervisning från 1992 sade att eftersom sexualitet "väcker moralisk oro" är sexuell läggning olika från egenskaper som ras, etnicitet, kön eller ålder, vilka inte gör det. Den tillade att ansträngningar att "skydda det gemensamma goda" genom att begränsa rättigheter var tillåtna och ibland obligatoriska och utgjorde inte diskriminering. Kyrkan motsätter sig därför utvidgningen av åtminstone vissa aspekter av lagstiftningen om medborgerliga rättigheter, såsom icke-diskriminering inom offentligt boende, utbildnings- eller idrottsanställning, adoption, eller militär rekrytering, för homosexuella män och lesbiska kvinnor. United States Conference of Catholic Bishops publicerade ett uttalande som karakteriserades av två teologer som hävdar att "icke-diskrimineringslagstiftning som skyddar HBTQ-personer främjar omoraliskt sexuellt beteende, hotar våra barn och hotar religionsfriheten." De kampanjar också mot samkönade äktenskap.

## Anmärkningsvärda lesbiska, homosexuella och bisexuella katoliker
Det har funnits betydande homosexuella katoliker genom historien. Författare som Oscar Wilde, Lord Alfred Douglas, Marc-André Raffalovich och Frederick Rolfe, samt konstnärer som Robert Mapplethorpe, påverkades både av sin katolicism och sin homosexualitet. Homosexuella katolska akademiker som John J. McNeill, som senare blev utslängd från Jesuitorden 1987 på Vatikanens begäran, och John Boswell, har producerat arbete om historiska och teologiska frågor vid skärningspunkten mellan kristendom och homosexualitet. Några framstående HBTQ-katoliker är eller har varit präster eller nunnor, som McNeill, Virginia Apuzzo och Jean O'Leary, som var en romersk-katolsk ordenssyster innan hon blev aktivist för homosexuella och HBTQ-rättigheter.